# Gigabit Interface Converter

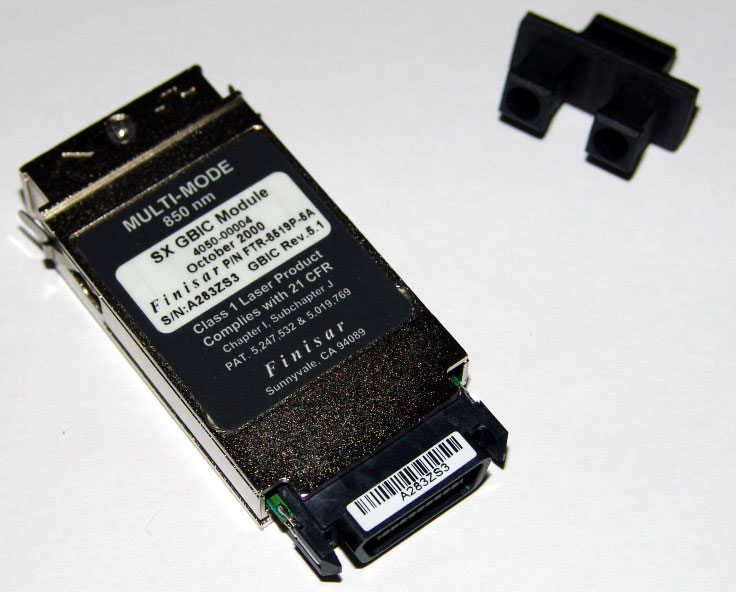
1000BaseSX-GBIC mit abgezogener Schutzkappe

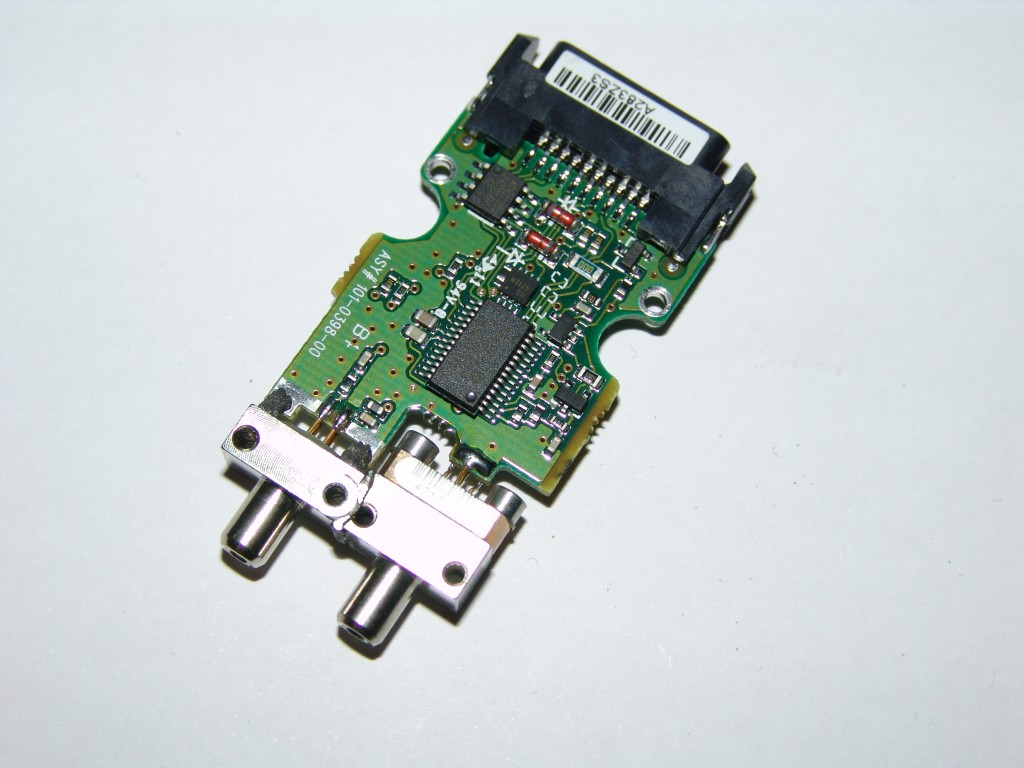
Geöffnetes 1000BaseSX-GBIC

Der englischsprachige Begriff Gigabit Interface Converter (GBIC) bezeichnet eine modulare Schnittstelle zur Unterstützung verschiedener Übertragungsmedien und wird in der Netzwerktechnik zur Flexibilisierung von Schnittstellen verwendet.
Bei einem GBIC handelt es sich um ein streichholzschachtelgroßes Modul, das in eine elektrische Schnittstelle eingefügt wird, um diese in eine optische Schnittstelle mit SC-Buchse umzuwandeln. Mit Hilfe von GBICs kann die Art des zu übertragenden Signals an die Bedürfnisse der Übertragung angepasst werden.
Häufig zu finden sind GBICs im Bereich von Backbone-Netzwerken oder SANs. Die Schnittstellenkarte des Hosts beziehungsweise der Zentralverteiler (etwa der Switch) stellen ihre Schnittstelle nicht starr, sondern flexibel zur Verfügung.
Im Bereich der Computer-Netzwerke kann so über einen GBIC eine Schnittstelle flexibel als Gigabit-Ethernet über Twisted-Pair-Kabel oder Lichtwellenleiter betrieben werden, ohne wie früher üblich die Schnittstellenkarte des Systems austauschen zu müssen.

## Interface-Typen
- SX (500 m Reichweite bei 50/125er Glasfaser, 220 m bei 62,5/125er Glasfaser)
- LX (10 km Reichweite bei 9/125er Glasfaser)
- LH(X) (40 km Reichweite bei 9/125er Glasfaser)
- ZX (80 km Reichweite bei 9/125er Glasfaser)
- BX (10 km Reichweite bei 9/125er Glasfaser)
- T („Kupfer“ 100 m Reichweite ab Cat.5-UTP-Kabel)
- CWDM
- DWDM
- SONET (als OC48 oder OC192)

## Weiterentwicklungen

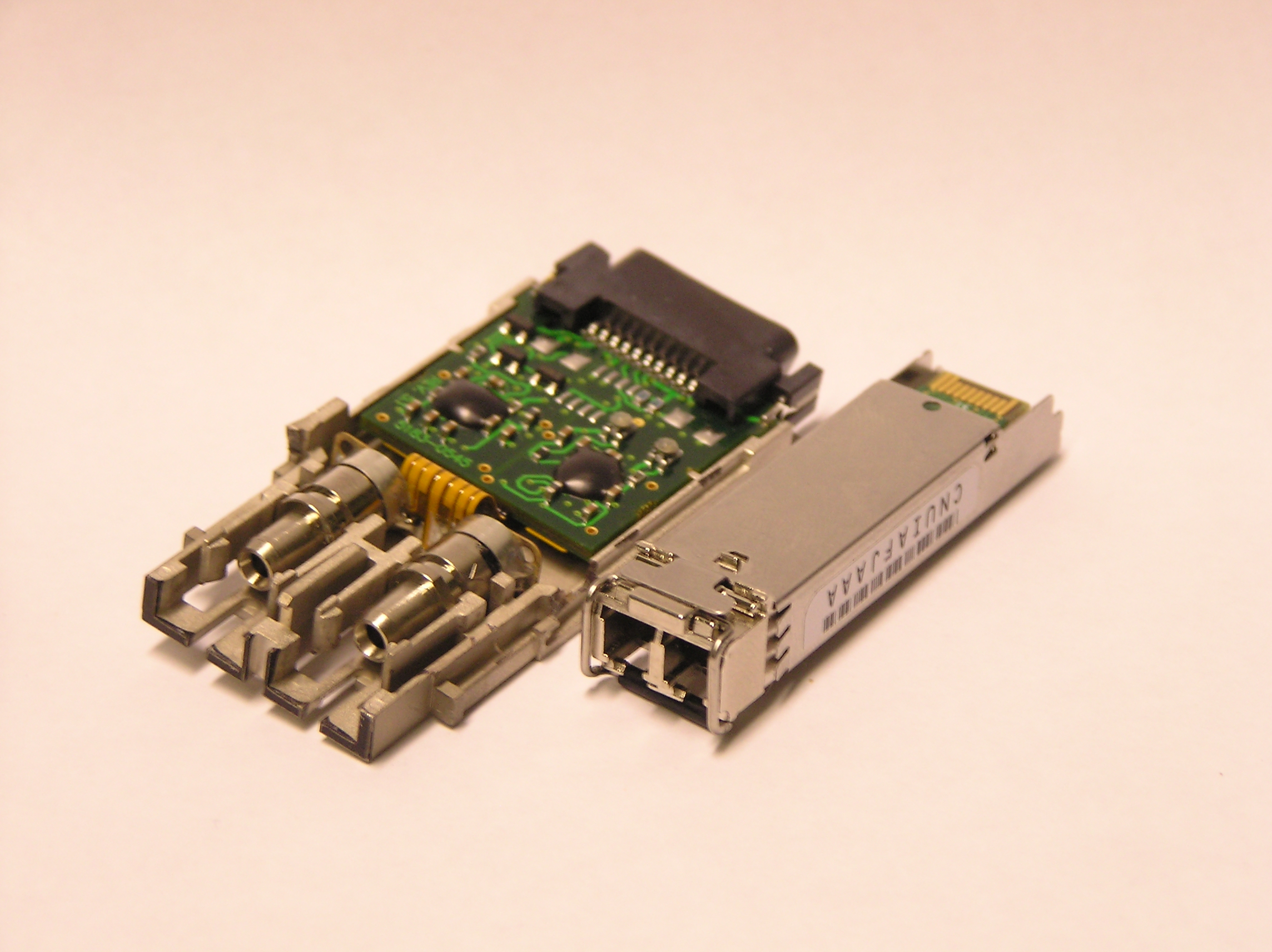
Ein SFP (Mini-GBIC, rechts) im Größenvergleich mit einem GBIC (geöffnet, links)

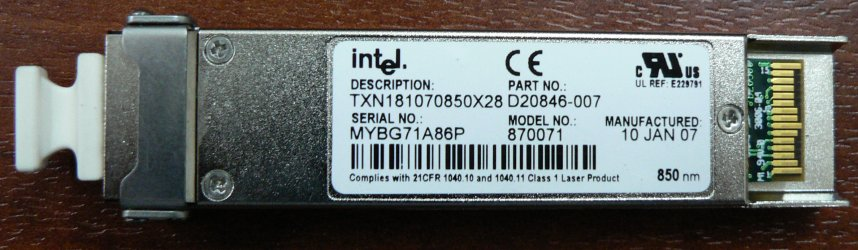
Intel XFP Transceiver

Die Idee neuer Bauformen entstand aus dem Bedürfnis heraus, auf gleicher Fläche mehr Anschlüsse unterzubringen und so haben sich neben GBIC mehrere andere Schnittstellentypen bzw. Formfaktoren für hot-swappable Transceiver im Ethernet- und Storage-Bereich etabliert:
- SFP (Small Form-factor Pluggable, auch als Mini-GBIC, SFF GBIC, GLC oder „New GBIC“ beziehungsweise „Next Generation GBIC“ bezeichnet)
- SFP+ (auch SFP Plus, aktuell kleinstes pluggable Transceiver Format für 10-Gigabit-Ethernet und 8- bzw. 16-Gigabit-FibreChannel-Anwendungen)
- SFP28
- XFP (wie SFP aufgebaut, aber größer und für 10GbE)
- XENPAK (für 10GbE)
- X2 (Nachfolger von XENPAK)
- QSFP
- QSFP+
- QSFP28